# Voïvodie de Cracovie (1919-1939)
Ne doit pas être confondu avec Voïvodie de Cracovie.
1920–1939
La voïvodie de Cracovie (en polonais Województwo krakowskie) est une entité administrative de la Deuxième République de Pologne. Créée en 1920, elle cessa d'exister en 1939 pour devenir le district de Cracovie. Sa capitale était la ville de Cracovie.

## Villes principales
- Cracovie
- Tarnów
- Nowy Sącz
- Biała Krakowska
- Jaworzno
- Chrzanów
- Zakopane
- Bochnia
- Oświęcim
- Żywiec
- Dębica
- Jasło

## Démographie
D'après le recensement effectué en 1921.
- Polonais 1 853 654 (93,0 %)
- Juifs 76 861 (3,9 %)
- Ukrainiens 49 896 (2,5 %)
- Allemands 9 295 (0,47 %)

## Religions
- Église catholique 1 779 889 (89,3 %)
- Judaïsme 152 926 (7,7 %)
- Église grecque-catholique ukrainienne 52 864 (2,7 %)
- Évangélisme 5 708 (0,3 %)